# BeNuts
BeNuts — немецкая ска-группа из Мюнхена. Известна тем, что поёт на разных языках: кроме основного английского есть песни на немецком, французском, испанском и даже хорватском и русском, благодаря чему без проблем устраивала туры по Центральной Европе.

## История
Группу BeNuts создали Петер Штефан (Педро из распавшейся в 1990-м году Skaos) и Даниэль Маусс (барабанщик из The Braces) в 1994 году. Педро и Даниэль знали друг друга ещё с конца 1980-х по совместному туру по Великобритании (SKAos и The Braces совместно с Bim Skala Bim и Bad Manners). Первый состав группы:
- Ральф — вокал;
- Даниэль Маусс — барабаны;
- Петер Штефан (Педро) — саксофон;
- Ири Эдди (Eerie Eddi) — гитара;
- Марк Маньяк (Marc the Maniac) — клавишные;
- Эрл (Earl) — бас;
- Макс (Max) — тромбон;
- Док Мюллер (Doc Muller) — тенор-саксофон;
- Стоффи (Stoffi) — труба.

### Three Tone Ska
Впервые группа выступила 4 марта 1995 года в известном мюнхенском клубе «Pulverturm». Девять музыкантов не только хорошо играли, но смогли поставить красивое шоу. Первый год группы закончился небольшим, но успешным концертным туром по Швейцарии, однако из группы ушёл Педро (он вернулся в возрождённую Skaos) и Док Мюллер. В 1996 году в группу вливается тенор-саксофонист Марвин Мад, и они выпускают дебютный альбом Three Tone Ska на лейбле Artysan Records. Он состоит из 13 песен и длится более часа.
В том же году группа отправляется в поддержку альбома в тур по Германии, Австрии и Швейцарии. Альбом хорошо расходится в Германии, а в Америке и Канаде занимает престижные места в хит-парадах многих студенческих радиостанций. Песни Bee Nuts (так в шутку окрестил группу трубач The Toasters по прозвищу The Sledge) попадают на международные сборники ска-музыки. Вскоре клавишник Марк Маньяк покидает группу и перестаёт заниматься музыкой. Его место занимает бывший гандболист Отце Ценгпен (Otze Zengpen).

### Captain Rude
В 1998 году выходит второй альбом BeNuts — Captain Rude, который опять получил успех в Европе. У группы появляются спонсоры: The VW-Sound Foundation предоставляет музыкантам специальные автобусы для гастрольных поездок. Известная пивоваренная компания Eittinger Fischerbrau поставляет напитки в гримерку перед каждым концертом. И самое главное — группу решили поддержать небезызвестные Fred Perry, которые не спонсировали группы со времён звёздного взлёта The Who.
Летом 1999 года выпускает макси-сингл «Haching» посвящённый футбольному клубу из Мюнхена, который в этом же году вошёл в первую национальную лигу. На этом альбоме в качестве вокалиста выступает трубач Stoffi, так как незадолго до записи Ralf покинул BeNuts, а нового вокалиста не нашли. Группа опять с успехом сделала ещё один тур в землях Австрии и Словении. Но во время поездки между музыкантами проявились серьёзные разногласия. Группа распалась летом 2000 года.

### Новый состав
В 2001 году в обновлённом составе BeNuts возвращается на европейскую сцену с песнями, которые сочинили за год. В этот состав BeNuts вошли: басист Одл (Odl), саксофонист Марвин (Marvin), тромбонист Натти Макс (Nutty Max), барабанщик Дементед Даниэль (Demented Daniel), «странный» клавишник Отце Ценгпен, новый гитарист Дженс (Jens), а также трубач Себастьян и вокалист Сильвестр вместо Стоффи.
20 октября 2001 года в известном мюнхенском клубе «Feierwerk» группа презентует свой новый альбом Nutty By Nature из шестнадцати композиций. Особо отметили «Ska Summer Night» и провокационную песню «Masturbation». После презентации музыканты отправляются в большое турне по Европе вместе с Bad Manners.
В 2004 году был выпущен альбом Sex Sells при участии техасца-вокалиста Роберта Аллена Джонсона. Известными стали хиты «Skanking lifetime», «La vodka dans le micro-onde», «Turn of your radio» и «3 condoms». В 2004 году со своим новым шоу музыканты посетили Германию, Швейцарию, Францию, Чехию, Словакию, Словению, США. В Испании группа выступала совместно с Ska-P, чьи альбомы продаются миллионными тиражами. В Италии BeNuts выступили на озере Гарда, где они открыли знаменитый фестиваль и чемпионат мира по виндсерфингу. А на церемонии награждения крупнейшей национальной музыкальной премии «Deutschen Rock&Pop Preis» в 2004 году BeNuts были названы лучшей ска-группой Германии.
Юбилейные концерты BeNuts состоялись в 2005 году 25 марта в клубе Точка (Москва) и 26 марта в клубе Redclub (Санкт-Петербург).

## Нынешний состав
- Вокал: Силвестер Кухар (Silvester Kuhar)
- Бас: Фабиян Циглер (Fabian Ziegler)
- Гитара: Дженс Шляйфенбаум (Jens Schleifenbaum)
- Барабаны: Маркус Клёопер (Markus Klöpper)
- Орган: Дениз Диздар (Deniz Dizdar)
- Труба: Йеско Крюгер (Jesko Krüger)
- Тромбон: Микаэль Убер (Michael Huber)
- Альт-саксофон: Симон Штузак (Simon Stusak)

## Дискография
- 1996 3 Tone S’Kaa (Artysan Records)
- 1998 Captain Rude (Artysan Records)
- 2001 Nutty by Nature (Wolverine Records)
- 2004 Sex Sells (Wolverine Records)
- 2006 A fistful of offbeat [EP] (Rockwerk Records)
- 2007 Best of …live! (Wolverine Records)
- 2008 Bavarian Ska Maniacs (Rockwerk Records)
- 2009 Shut up and Dance